# Francisco Serp
Francisco Basilio Serp Brolis (Buenos Aires, 19 aprile 1930) è un ex schermidore argentino.

## Biografia
Ha partecipato ai Giochi della XVIII Olimpiade di Tokyo nel 1964.

## Palmarès
In carriera ha conseguito i seguenti risultati:
- Giochi panamericani:

Chicago 1959: bronzo nella spada a squadre.